# Mistério Juvenil
Mistério Juvenil é um sítio da internet criado em novembro de 2000 por Paulo Ferreira, com o objetivo de reunir num só espaço toda a informação relativa às obras literárias dos géneros aventura e mistério juvenil. Dedica-se também a preservar as recordações da infância através das memórias da publicidade, programas da televisão, rádio, jogos e brincadeiras, coleções, a escola e tudo o que permita recordar a infância.
Em 2007 o MJ lançou uma newsletter em forma de revista física com o nome "Jornal Mistério Juvenil"..
Associado a este projeto está o canal do Youtube que emite trabalhos neste âmbito, a Sociedade Literária de Aventura e Mistério Juvenil e a Juvenilbase (catálogo português de literatura juvenil, banda desenhada e cadernetas de cromos) que foi lançada a 4 de agosto de 2008.
A partir de 4 de agosto de 2020 o projeto Mistério Juvenil passou-se a chamar Mistério Juvenil - Museu da Infância. Nesta fase trata-se de um museu virtual.